# Onoto
Onoto is een historisch Frans merk dat van 1934 tot 1938 motorfietsen met 100- tot 175 cc Aubier Dunne-blokken maakte.